# بوليط حلو الرائحة
بوليط حلو الرائحة (الاسم العلمي:Boletus suaveolens) هو نوع من الفطريات يتبع جنس البوليط من الفصيلة البوليطية.